# فلهلم كوله
فلهلم كوله هو عالم جراثيم وصحة ألماني. ولد في 2 نوفمبر 1868 في لرباخ قرب أوسترودة آم هارتس وتوفي في 10 مايو 1935.
ساهم في اختراع أول لقاح للتيفوئيد مع ألمروث رايت ورتشارد بفيفر في عام 1896.
كما ساهم في تطوير عقار السلفرسان لعلاج الزهري، وساهم في تطوير لقاح للكوليرا في عام 1896 استعمل كثيرا في القرن العشرين.
في عام 1932، أصبح عضوا في الأكاديمية الألمانية للعلوم ليوبولدينا في علم الأمراض.